# Liste der Nummer-eins-Country-Hits in den USA (2019)
Dies ist eine Liste der Nummer-eins-Hits in den von Billboard ermittelten Verkaufscharts für Hot Country Songs sowie Country Airplay in den USA im Jahr 2019.

## Hot Country Songs (Top 50)
| ← 2018 ← | Liste der Nummer-eins-Country-Hits in den USA | Liste der Nummer-eins-Country-Hits in den USA | Liste der Nummer-eins-Country-Hits in den USA                    | 2020 →                    |
| \| Zeitraum \| Wo. ges. \| Interpret \| Titel Autor(en) \| Zusätzliche Informationen \| \| (Zeitraum, Wochen auf Platz eins, Interpret, Titel, Autor[en], zusätzliche Informationen) \| \| \| \| \| \| ----------------------------------------------------------------------------------------- \| -------- \| ---------- \| ---------------------------------------------------------------- \| ------------------------- \| \| 29. Dezember 2018 – 1. Februar 2019 5 Wochen (insgesamt 9) \| 9 \| Dan + Shay \| Speechless Dan Smyers, Shay Mooney, Jordan Reynolds, Laura Veltz \| – \| \| 2. Februar 2019 – 8. Februar 2019 1 Woche (insgesamt 1) \| 1 \| Dan + Shay \| Tequila Dan Smyers, Nicolle Galyon, Jordan Reynolds \| – \| |                                               |                                               |                                                                  |                           |
| ← 2018 |                                               |                                               |                                                                  | → 2020 →                  |
| Zeitraum | Wo. ges.                                      | Interpret                                     | Titel Autor(en)                                                  | Zusätzliche Informationen |
| (Zeitraum, Wochen auf Platz eins, Interpret, Titel, Autor[en], zusätzliche Informationen) |                                               |                                               |                                                                  |                           |
| 29. Dezember 2018 – 1. Februar 2019 5 Wochen (insgesamt 9) | 9                                             | Dan + Shay                                    | Speechless Dan Smyers, Shay Mooney, Jordan Reynolds, Laura Veltz | –                         |
| 2. Februar 2019 – 8. Februar 2019 1 Woche (insgesamt 1) | 1                                             | Dan + Shay                                    | Tequila Dan Smyers, Nicolle Galyon, Jordan Reynolds              | –                         |

## Country Airplay (Top 60)
| ← 2018 ← | Liste der Nummer-eins-Country-Hits in den USA | Liste der Nummer-eins-Country-Hits in den USA | Liste der Nummer-eins-Country-Hits in den USA                    | 2020 →                    |
| \| Zeitraum \| Wo. ges. \| Interpret \| Titel Autor(en) \| Zusätzliche Informationen \| \| (Zeitraum, Wochen auf Platz eins, Interpret, Titel, Autor[en], zusätzliche Informationen) \| \| \| \| \| \| ----------------------------------------------------------------------------------------- \| -------- \| ------------ \| ------------------------------------------------------------------- \| ------------------------- \| \| 28. Dezember 2018 – 18. Januar 2019 3 Wochen (insgesamt 4) \| 4 \| Dan + Shay \| Speechless[1] Dan Smyers, Shay Mooney, Jordan Reynolds, Laura Veltz \| – \| \| 19. Januar 2011 – 25. Januar 2019 1 Woche (insgesamt 1) \| 1 \| Dustin Lynch \| Good Girl Dustin Lynch, Justin Ebach, Andy Albert \| – \| \| 26. Januar 2011 – 1. Februar 2019 1 Woche (insgesamt 1) \| 1 \| Thomas Rhett \| Good Girl Thomas Rhett, Sean Douglas, Joe Spargur \| – \| \| 2. Februar 2011 – 8. Februar 2019 1 Woche (insgesamt 1) \| 1 \| Jason Aldean \| Girl Like You Jaron Boyer, Josh Mirenda, Michael Tyler \| – \| |                                               |                                               |                                                                  |                           |
| ← 2018 |                                               |                                               |                                                                  | → 2020 →                  |
| Zeitraum | Wo. ges.                                      | Interpret                                     | Titel Autor(en)                                                  | Zusätzliche Informationen |
| (Zeitraum, Wochen auf Platz eins, Interpret, Titel, Autor[en], zusätzliche Informationen) |                                               |                                               |                                                                  |                           |
| 28. Dezember 2018 – 18. Januar 2019 3 Wochen (insgesamt 4) | 4                                             | Dan + Shay                                    | Speechless Dan Smyers, Shay Mooney, Jordan Reynolds, Laura Veltz | –                         |
| 19. Januar 2011 – 25. Januar 2019 1 Woche (insgesamt 1) | 1                                             | Dustin Lynch                                  | Good Girl Dustin Lynch, Justin Ebach, Andy Albert                | –                         |
| 26. Januar 2011 – 1. Februar 2019 1 Woche (insgesamt 1) | 1                                             | Thomas Rhett                                  | Good Girl Thomas Rhett, Sean Douglas, Joe Spargur                | –                         |
| 2. Februar 2011 – 8. Februar 2019 1 Woche (insgesamt 1) | 1                                             | Jason Aldean                                  | Girl Like You Jaron Boyer, Josh Mirenda, Michael Tyler           | –                         |